# Kazimierz Albin

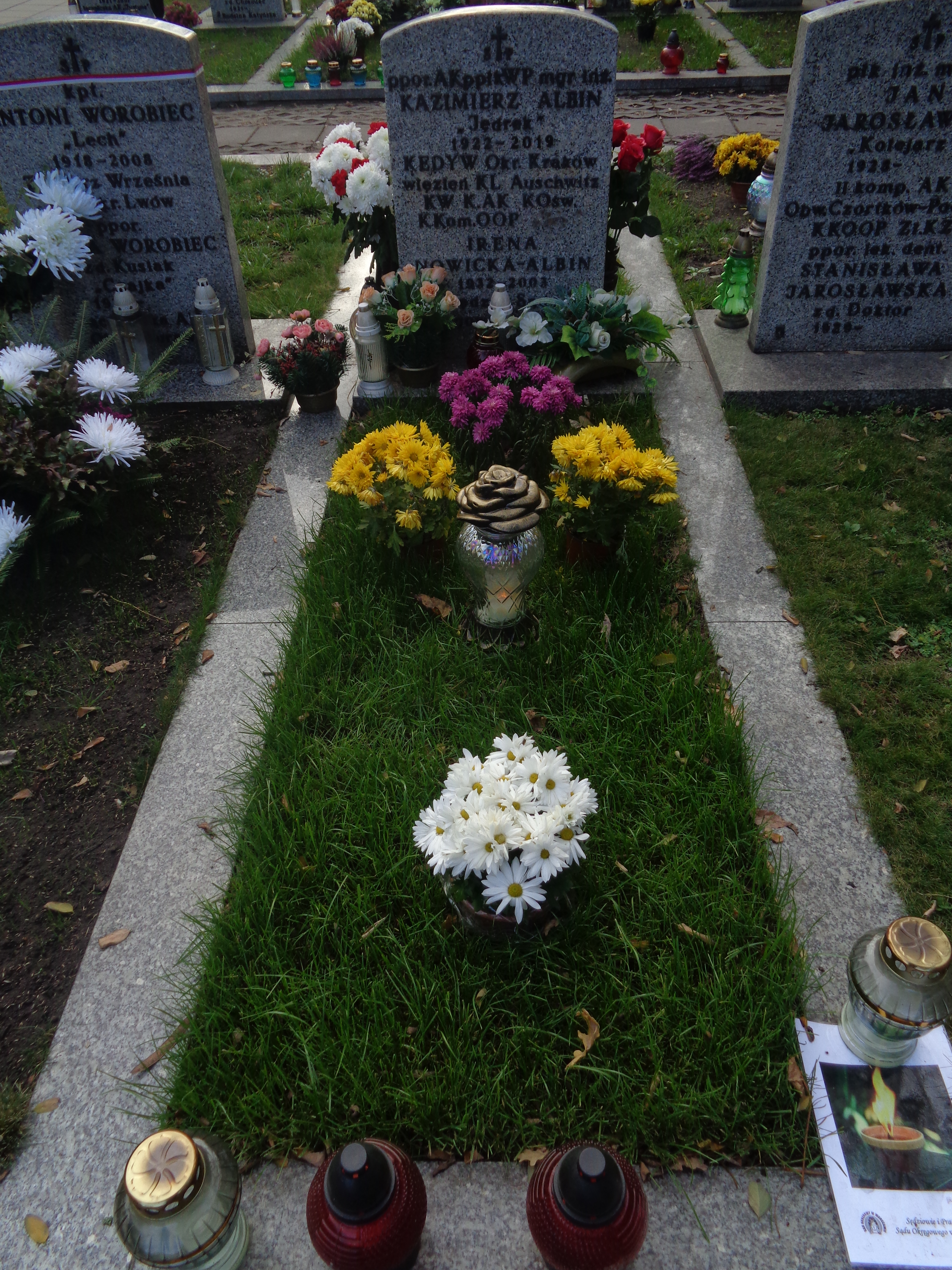
Grób Kazimierza Albina na Cmentarzu Wojskowym na Powązkach

Kazimierz Albin (ur. 30 sierpnia 1922 w Krakowie, zm. 22 lipca 2019) – polski technik lotniczy, więzień i uciekinier z KL Auschwitz, podporucznik Armii Krajowej. Działacz na rzecz pamięci o zbrodniach nazizmu, autor wspomnień.

## Życiorys
Urodził się w Krakowie. Do momentu wybuchu wojny we wrześniu 1939 ukończył czwartą klasę Gimnazjum Nowodworskiego.
Został zatrzymany w styczniu 1940 na Słowacji w trakcie próby przedostania się do Francji, gdzie tworzyły się pierwsze polskie oddziały po przegranej kampanii wrześniowej. Był więziony w Preszowie, Muszynie, Nowym Sączu i Tarnowie, skąd został wywieziony pierwszym transportem do KL Auschwitz. Otrzymał numer obozowy 118. Do obozu trafił także jego brat Mieczysław, a po ucieczce Kazimierza – matka Michalina.
Pracował w obozowym zakładzie odzieżowym, a później w kuchni dla esesmanów. W trakcie pobytu w Auschwitz uprawiał też sporty, m.in. w piłkę nożną i siatkówkę. Po trzech latach uwięzienia zaczął planować ucieczkę, która miałaby się odbyć na wiosnę 1943, jednak w wyniku niespodziewanego zbiegu okoliczności okazja do wydostania się z obozu nadarzyła się już w lutym tego roku. Albin opuścił lagier wraz z Franciszkiem Romanem 27 lutego 1943. We dwójkę przekroczyli granicę Generalnej Guberni i schronili się u rodziny Romana. Po kilku dniach Albin dotarł do Krakowa. Tam przez poznanego w Auschwitz prokuratora Wincentego Jarosińskiego znalazł lokum w mieszkaniu przy ulicy Siemiradzkiego należącym do Tadeusza Tabora. Pozostał w Krakowie pod fałszywym nazwiskiem Franciszek Makowski.
Po ucieczce Albina surowe represje dotknęły jego najbliższych. Gestapo aresztowało jego matkę Michalinę oraz siostrę. Obie trafiły do więzienia na Montelupich, skąd siostrę zwolniono. Matkę natomiast hitlerowcy w ramach odwetu za ucieczkę syna potraktowali surowiej. Osadzili ją najpierw, latem 1943, w Auschwitz, a potem w osławionym obozie dla kobiet Ravensbrück. Wyniszczona życiem obozowym zmarła w 1950 w wieku 52 lat.
W latach 1943–1945 działał w krakowskiej dywersji. Na własną rękę dokonali z Romanem dwóch napaści na żołnierzy niemieckich w celu zdobycia broni. Wkrótce potem Albin wstąpił w szeregi Armii Krajowej. Został zaprzysiężony przez porucznika Mieczysława Tabora ps. „Kura”. Sam przyjął pseudonim „Jędrek”. Po zakończeniu ćwiczeń w szkole podchorążych w listopadzie 1943 pełnił funkcję szefa dywersji bojowej III Odcinka Komendy Obwodu Kraków – Miasto Armii Krajowej. W 1944 został awansowany do stopnia podporucznika. Uczestniczył m.in. w egzekwowaniu wyroków śmierci wydanych przez sąd podziemny.
Po zakończeniu wojny zdał maturę i podjął studia na Wydziale Lotniczym Politechniki Krakowskiej. Początkowo pracował w Biurze Projektów Energetycznych w Krakowie, później, w latach 1952–1963 w Szybowcowym Zakładzie Doświadczalnym w Bielsku-Białej, a następnie został przeniesiony do Zjednoczenia Przemysłu Lotniczego w Warszawie. Od 1966 pracował jako ekspert techniczny i handlowy w CHZ Metalexport w Warszawie.
Po przejściu na emeryturę zaangażował się w działalność na rzecz upamiętnienia ofiar niemieckiego nazizmu, a w szczególności KL Auschwitz. W 1989 opublikował nakładem Krajowej Agencji Wydawniczej wspomnienia zatytułowane List gończy, wznowione później przez Wydawnictwo Książka i Wiedza oraz Państwowe Muzeum Auschwitz-Birkenau, przetłumaczone także na język niemiecki jako Steckbriefliech gesucht. Był jednym z założycieli Towarzystwa Opieki nad Oświęcimiem, w którym pełnił funkcję wiceprezesa, a od 1995 Prezesa Zarządu Głównego. Od 2000 był członkiem Międzynarodowej Rady Oświęcimskiej.
Otrzymał odznaczenia wojskowe i cywilne, m.in. Krzyż Walecznych, Krzyż Partyzancki, Krzyż Armii Krajowej oraz Krzyże Kawalerski, Oficerski i Komandorski Orderu Odrodzenia Polski.
Ożenił się z byłą żoną swojego kolegi z Auschwitz Kazimierza Nowickiego, Ireną. Był ojczymem jego córki Wandy Nowickiej. Zmarł jako ostatni z więźniów z pierwszego transportu do KL Auschwitz. Pochowany na Cmentarzu Wojskowym na Powązkach (kwatera 22D-8-4).

## Dzieła
- 1989 – List gończy. Historia mojej ucieczki z Oświęcimia i działalności w konspiracji, Krajowa Agencja  Wydawnicza, Warszawa (wyd. 1)
- 2013 – Postscriptum. Losy powojenne i powrót do Auschwitz, Państwowe Muzeum Auschwitz-Birkenau, Oświęcim
- 2000 (jako jeden z 7 członków rady redakcyjnej) – Księga pamięci. Księga pamięci. Transporty Polaków z Warszawy do KL Auschwitz 1940-1945, T. 1-3, Towarzystwo Opieki nad Oświęcimiem. Państwowe Muzeum Auschwitz-Birkenau, Warszawa – Oświęcim